# Катаріна Бюхе
Катаріна Бюхе (нім. Katharina Büche; нар. 19 червня 1974) — колишня австрійська тенісистка.
Найвищу одиночну позицію світового рейтингу — 202 місце досягла 7 березня 1994, парну — 323 місце — 27 липня 1992 року.

## Фінали ITF

### Одиночний розряд: 1 (0–1)
| Результат | Дата           | Місце                  | Покриття  | Суперниця           | Рахунок  |
| --------- | -------------- | ---------------------- | --------- | ------------------- | -------- |
| Поразка   | 29 жовтня 1990 | Вельс (місто), Австрія | Ґрунт (i) | Моніка Кратохвілова | 5–7, 3–6 |